# 65. Internationale Sechstagefahrt

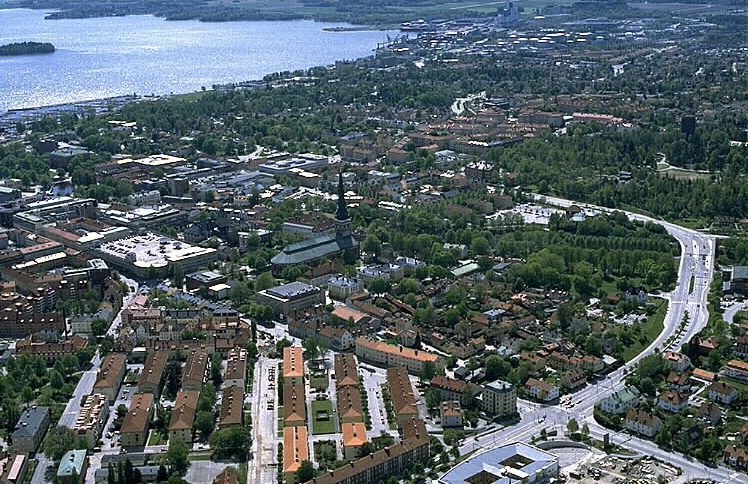
Västerås, Start- und Zielort der einzelnen Etappen.

Die 65. Internationale Sechstagefahrt war die Mannschaftsweltmeisterschaft im Endurosport und fand vom 3. bis 8. September 1990 im schwedischen Västerås sowie der näheren Umgebung statt. Die Nationalmannschaften des Gastgebers konnten zum dritten Mal die World Trophy sowie zum ersten Mal die Junior World Trophy gewinnen.

## Wettkampf

### Organisation
Die Veranstaltung fand nach der 5. (1923), 41. (1966) und 53. Internationalen Sechstagefahrt (1978) zum vierten Mal in Schweden statt.
Für den Wettkampf waren 19 Teams für die World Trophy, elf für die Junior Trophy und 70 Clubteams (insgesamt 408 Fahrer aus 17 Nationen) gemeldet.
Letztmals nahmen in diesem Jahr National- und Clubmannschaften der BRD und DDR getrennt an den jeweiligen Wettbewerben teil: Die BRD nahm an World und Junior World Trophy sowie mit fünf Clubmannschaften teil. Die DDR nahm an der World Trophy sowie mit einer Clubmannschaft teil. Bemerkenswert dabei ist, dass mit Andreas Cyffka, Jens Scheffler, Harald Sturm und Uwe Weber vier DDR-Sportler in der World-Trophy-Mannschaft der BRD fuhren. Die genannten Fahrer beantragten und erhielten Anfang des Jahres 1990 die Freigabe des Allgemeinen Deutschen Motorsport Verbands (ADMV) um fortan mit BRD-Lizenz an Wettbewerben teilzunehmen.
Die Schweiz und Österreich nahmen jeweils an der World Trophy teil, Österreich nahm zudem mit einer Clubmannschaft teil.

### 1. Tag
Die Tagesetappe führte über insgesamt 240,2 Kilometer in den Osten. Darin enthalten waren eine Moto-Cross- und zwei Enduro-Tests als Sonderprüfungen.
Nach dem ersten Fahrtag führte in der World Trophy das Team des Gastgebers Schweden. Das Team der BRD belegte den 13. Platz.
In der Junior-Trophy-Wertung führte das italienische Team.

### 2. Tag
Am zweiten Tag wurde die leicht veränderte Strecke des Vortags in entgegengesetzter Richtung befahren.
Die World-Trophy-Wertung führte wie am Vortag das schwedische Team an. Das Team der DDR lag auf dem 7. Platz, die Mannschaft der BRD verbesserte sich auf den 8. Platz.
In der Junior-Trophy-Wertung führte ebenfalls wie am Vortag das italienische Team.

### 3. Tag
Die Strecke führte in zwei identischen Runden in den Norden und über insgesamt 260,2 Kilometer. Es waren je Runde ein Moto-Cross sowie zwei Enduro-Tests zu fahren.
In der World-Trophy-Wertung führte nach wie vor die Mannschaft Schwedens. Die Mannschaft der BRD verbesserte sich auf den 5. Platz, die Mannschaft der DDR folgte auf dem 6. Platz.
In der Junior-Trophy-Wertung übernahm Gastgeber Schweden die Führung, nachdem ein Fahrer der bis dahin führenden italienischen Mannschaft aufgrund von Zeitüberschreitung infolge eines technischen Defektes ausgeschlossen wurde. Die Mannschaft der BRD belegte den 4. Platz.

### 4. Tag
Die Strecke war die leicht veränderte Etappe des Vortags und in entgegengesetzter Richtung zu durchfahren.
Am Ende des vierten Fahrtags führten in der World und Junior-World-Trophy-Wertung weiter unverändert die schwedischen Mannschaften. Die World-Trophy-Mannschaft der BRD verbesserte sich weiter auf den 4. Platz.

### 5. Tag
Die Strecke des fünften Fahrtags war mit insgesamt 264,2 Kilometern in zwei Runden die längste Etappe der Veranstaltung.
In den Zwischenständen nach dem fünften Fahrtag ergab sich bei den führenden Nationalmannschaften keine Veränderung: In World und Junior World Trophy führten weiter die schwedischen Mannschaften. Die Mannschaft der BRD im Wettbewerb um die Junior-World-Trophy profitierte von technischen Defekten der Konkurrenten und verbesserte sich dadurch auf den 2. Platz.

### 6. Tag
Am letzten Tag wurde ein 49 Kilometer lange Überführungsetappe zur im Norden von Västerås gelegenen Moto-Cross-Strecke gefahren. Dort fand das Abschlussrennen als letzte Sonderprüfung statt.
Von 19 gestarteten World-Trophy-Mannschaften erreichten lediglich 7 ohne einen Fahrerausfall das das Ziel.

## Endergebnisse

### World Trophy
| Platz | Team                            | Punkte   |
| ----- | ------------------------------- | -------- |
| 1.    | Schweden                        | 637,38   |
| 2.    | Finnland                        | 3.329,02 |
| 3.    | Frankreich                      | 4.043,54 |
| 4.    | BR Deutschland                  | 6.445,13 |
| 5.    | Tschechoslowakei                | 6.789,04 |
| 6.    | Deutsche Demokratische Republik | 8.114,58 |

### Junior World Trophy
| Platz | Team               | Punkte   |
| ----- | ------------------ | -------- |
| 1.    | Schweden           | 3.611,07 |
| 2.    | BR Deutschland     | 5.884,94 |
| 3.    | Frankreich         | 6.351,42 |
| 4.    | Vereinigte Staaten | 6.654,73 |
| 5.    | Niederlande        | 6.820,90 |

### Clubmannschaften
| Platz                      | Team              | Punkte    |
| -------------------------- | ----------------- | --------- |
| 1.                         | SMI MKT           | 1.892,09  |
| 2.                         | Abagen MCK        | 4.477,83  |
| 3.                         | SMK Hedemora      | 4.715,72  |
| 000{\displaystyle \vdots } |                   |           |
| 7.                         | ADAC Kiel         | 8.823,05  |
| 000{\displaystyle \vdots } |                   |           |
| 9.                         | Team ADMV der DDR | 10.749,72 |

### Fabrikmannschaften
| Platz | Team                     | Punkte   |
| ----- | ------------------------ | -------- |
| 1.    | KTM-Team I               | 71,06    |
| 2.    | Husqvarna I              | 793,41   |
| 3.    | Husqvarna 2 El Campero/I | 1.136,22 |

### Einzelwertung
| Klasse                  | Klassensieger (Motorrad)   |
| ----------------------- | -------------------------- |
| bis 80 cm³ (Zweitakt)   | Pierfranco Muraglia (KTM)  |
| bis 125 cm³ (Zweitakt)  | Paul Edmondson (KTM)       |
| bis 250 cm³ (Zweitakt)  | Dick Wicksell (KTM)        |
| bis 500 cm³ (Zweitakt)  | Peter Hansson (KTM)        |
| bis 350 cm³ (Viertakt)  | Hakan Lundberg (Husqvarna) |
| über 500 cm³ (Viertakt) | Jimmie Eriksson (Husaberg) |

## Teilnehmer
| Staat                           | World-Trophy-Team | Junior-World-Trophy-Team | Club-Teams |
| ------------------------------- | --- | --- | --- |
| Australien                      | Brett Smith (Yamaha 125) David Fleming (Kawasaki 250) Rick Madden (Yamaha 350 4T) Geoffrey Ballard (Honda 350 4T) David McFarlane (Honda 350 4T) Andrew Carruther (Husqvarna 500)            | | ACU of NSW Sydney |
| BR Deutschland                  | Bert von Zitzewitz (KTM +500 4T) Armin Sponsel (KTM 125) Andreas Cyffka (Husqvarna +500 4T) Jens Scheffler (Suzuki 350 4T) Harald Sturm (KTM 250) Uwe Weber (KTM 500)                        | Karl-Heinz Holz (Husqvarna 350 4T) Kai-Armin Pfefferle (Husqvarna 250) Johannes Steinel (KTM 125) Dirk von Zitzewitz (Suzuki 250) | ADAC Kiel ADAC Köln ADAC Nürnberg 1 ADAC Nürnberg 2 DMV Frankfurt |
| Deutsche Demokratische Republik | Thomas Bieberbach (Simson 80) Danilo Pörschke (Simson 80) Mike Kallenbach (Simson 125) Mike Sydow (MZ 250) Thomas Mehnert (MZ 250) Frank Lohse (MZ 500)                                      | | ADMV |
| Finnland                        | Jukka Aures (KTM 125) Juha Pekka Leino (Yamaha 125) Jarko Vainio (Suzuki 250) Kari Tiainen (Suzuki 250) Pekka Viljakainen (Husqvarna 350 4T) Juha Laaksonen (Yamaha 500)                     | Jari Kakko (Husqvarna 250) Peter Weckman (Honda 250) Jukka Viirret (Yamaha 250) Jouni Sauren (Husqvarna 500)                      | Hämeenlinnan MK Sipoon MK Tul/Orit Turun MK |
| Frankreich                      | Gilles Lalay (Suzuki 250) Alain Olivier (KTM 250) Marc Morales (Husqvarna 350 4T) Laurent Charbonnel (Husqvarna 350 4T) Stéphane Peterhansel (Yamaha 500) Laurent Pidoux (Husqvarna +500 4T) | Cyril Esquirol (KTM 125) Gilles Algay (ATM-Honda 125) Laurent Charbonnier (Suzuki 125) Richard Sainct (ATM-Honda 250)             | CC Nice MC Brivadois MC Lozerien 1 MC Lozerien 2 |
| Irland                          | Brian Stewart (Kawasaki 125) Stanley Callaghan (Suzuki 250) Michael Taylor (Kawasaki 250) Adrian Lappin (Husky 350) Ian Buchanan (Husky 500) Laurence Spence (Husaberg +500 4T)              | | |
| Italien                         | Piefranco Muraglia (TM 80) Gian Marco Rossi (TM 125) Stefano Passeri (Husqvarna 125) Paolo Fellegara (Yamaha 250) Giorgio Grasso (KTM 250) Tullio Pellegrinelli (Husqvarna 500)              | Mario Giovanchelli (TM 80) Massimo Migliorati (Honda 125) Luca Trussardi (Aprilia 125) Davide Trolli (KTM 500)                    | Club Bergamo 1 Club Bergamo 2 Club Intinmiano Club Lumezzane Club Morena 1 Club Morena 2 Club Sorci Verdi Club Team Ligure Club Trial David MC Contessa                       |
| Kanada                          | Craig Kennedy (Honda 125) Glenn Buchanan (Honda 250) Blair Sharpless (Suzuki 250) Dave French (KTM 500) Lawrence Hacking (Yamaha 500) Rudi Ruegsegger (Husaberg +500 4T)                     | | Oshawa Competition MC |
| Mexiko                          | | Eric Galvan (Suzuki 250) Mario Galvan (Suzuki 250) Luis Retana (Suzuki 250) Jorge Goeters (Suzuki 250)                            | Old Correcarninos Veredalta |
| Niederlande                     | Jan van Oorschot (Honda 125) Wilhelm Palthe (Honda 250) Carol Mulder (Suzuki 250) Erik Verhoef (Honda 250) Gerard Jimmink (Honda 500) Simon Schram (Husqvarna +500 4T)                       | Fernando Smit (Honda 125) Henk Knuiman (Honda 250) Toine van Dijk (Suzuki 250) Rolf Selling (Husqvarna 350 4T)                    | KNMV |
| Neuseeland                      | | | New Zealand ACU Club Team |
| Österreich                      | Peter Bous (KTM 125) Gert Pichler (KTM 250) Heinz Kinnigander (KTM 500) Karl Bair (KTM 500) Johann Kaiser (KTM +500 4T) Martin Weichenberger (KTM +500 4T)                                   | | ÖAMTC |
| Polen                           | Maciej Wrobel (Simson 80) Piotr Kasperek (Husqvarna 125) nicht bekannt (Husqvarna 125) Mariusz Czachor (Husqvarna 250) Ryzard Augustyn (Husqvarna 250) Ryzard Gazcewski (Husqvarna 500)      | | |
| San Marino                      | Massimo Mazza (Honda 125) Alessandro Bernardi (Honda 125) Pierangelo Buscarini (Honda 250) Marino Capicchioni (Honda 250) Luca Montanari (Yamaha 500) Enrico Magnani (Honda +500 4T)         | | |
| Sowjetunion                     | Andrei Matvienko (SM 125) Serguei Povarov (SM 250) Oleg Berdnikov (SM 250) Alexander Nikitine (SM 500) Leonard Blachkevitch (SM 500) Raivo Viltcinsh (SM +500 4T)                            | | |
| Schweden                        | Jeff Nilsson (Yamaha 125) Dick Wicksell (KTM 250) Kent Karlsson (Husqvarna 250) Svenerik Jönsson (Husqvarna 250) Peter Hansson (KTM 500) Jimmie Eriksson (Husaberg +500 4T)                  | Robert Grönlund (Suzuki 250) Robert Svensson (KTM 500) Peter Karlsson (Yamaha 500) Peter Lundfeldt (Husaberg +500 4T)             | FMCK Skövde Göta MS 1 Göta MS 2 Järva MK Kungsbacka MA Linköpings MS SMI MK 1 SMI MK 2 SMK Hedemora SMK Uppsala Team MC-Branschen Tibro MK Uppsala MCK Västeräs MK Åbågens MK |
| Schweiz                         | Edy Petraglio (KTM 125) Charles Ruch (Husqvarna 250) Heinz Freidig (Husqvarna 250) Dany Wirz (Husqvarna 350 4T) Michel Joliath (KTM 500) Urs Huber (KTM +500 4T)                             | | |
| Spanien                         | Albert Franch (KTM 125) Joan Pons (Yamaha 250) Josep Lluis Steuri (Husaberg 350 4T) Agusti Vall (KTM 500) Oscar Gallardo (Husqvarna 500) Valentin Fargas (Husaberg +500 4T)                  | Jaime Colom (KTM 125) Jordi Aguilar (GasGas 125) Ferran Serarois (GasGas 125) Jordi Pares (GasGas 250)                            | R.F.M.E. |
| Tschechoslowakei                | Frantisek Hrobsky (KTM 250) Jan Hrehor (KTM 250) Otokar Kotrba (Husqvarna 350 4T) Bohumil Posledni (Husqvarna 350 4T) Libor Podmol (KTM 500) Jaroslav Katrinak (KTM 500)                     | Radek Matoska (KTM 125) Martin Karas (Husqvarna 350 4T) Dusan Kotrla (KTM 500) Martin Macek (Husqvarna +500 4T)                   | Army Team Benesov Enduro Team Praha MSC Sverepec |
| Vereinigte Staaten              | Jimmy Lewis (KTM 125) Jeff Fredette (Kawasaki 125) Kevin Hines (KTM 250) Randy Hawkins (Suzuki 350 4T) Charles Halcomb (Suzuki 350 4T) Dave Bertram (Suzuki 500)                             | Steve Hatch (Suzuki 250) Kelby Pepper (Kawasaki 250) Matt Stavish (KTM 250) David Rhodes (Suzuki 350 4T)                          | Lobos MC Merced Dirt Riders MT Baker MC Richmond Ramblers MC Salt Fork Dirt Riders Square Deal Dirt Riders Trask Mountain MC Tulsa Trail Riders Ventura Country MC            |
| Vereinigtes Königreich          | Paul Edmondson (KTM 125) Alan Bates (Suzuki 250) Carl Tiley (Kawasaki 250) Ady Smith (Yamaha 250) John Deacon (Husqvarna 350 4T) Geraint Jones (Husaberg +500 4T)                            | Andrew James (Suzuki 125) Chris Bird (Honda 250) Alan Davies (Suzuki 250) Russell Millward (Yamaha 250)                           | Craven & DMC Ferndale 1 Ferndale 2 Leatherhead MC 1 Leatherhead MC 2 Manchester "17" MCC MCC of Wales 1 MCC of Wales 2 Scottish ACU 1 Scottish ACU 2 The Army MCA             |